# Klonoa 2: Lunatea's Veil
Klonoa 2: Lunatea's Veil (風のクロノア2 〜世界が望んだ忘れもの〜, en version originale japonaise) est un jeu vidéo de plates-formes développé et édité par Namco, sorti à partir de 2001 sur PlayStation 2. Il s'agit du troisième jeu de la série Klonoa.

## Musique
La bande originale officielle du jeu est connue sous le nom de Something Forgotten Wished by the World soit  « Quelque chose d'oublié souhaité par le monde » en français.

## Accueil
- Jeuxvideo.com : 16/20[3]